# Ljudmila Maslakova
Ljudmila Il'inična Žarkova, coniugata Maslakova (in russo Людмила Ильинична Жаркова-Маслакова?; Astrachan', 26 febbraio 1952), è un'ex velocista sovietica.

## Palmarès

### Olimpiadi
- 3 medaglie:
  - 1 argento (Mosca 1980 nella staffetta 4x100 m)
  - 2 bronzi (Città del Messico 1968 nella staffetta 4x100 m; Montréal 1976 nella staffetta 4x100 m)

### Europei
- 2 medaglie:
  - 1 oro (Praga 1978 nella staffetta 4x100 m)
  - 1 bronzo (Praga 1978 nei 100 m piani)